# Katarina realskola

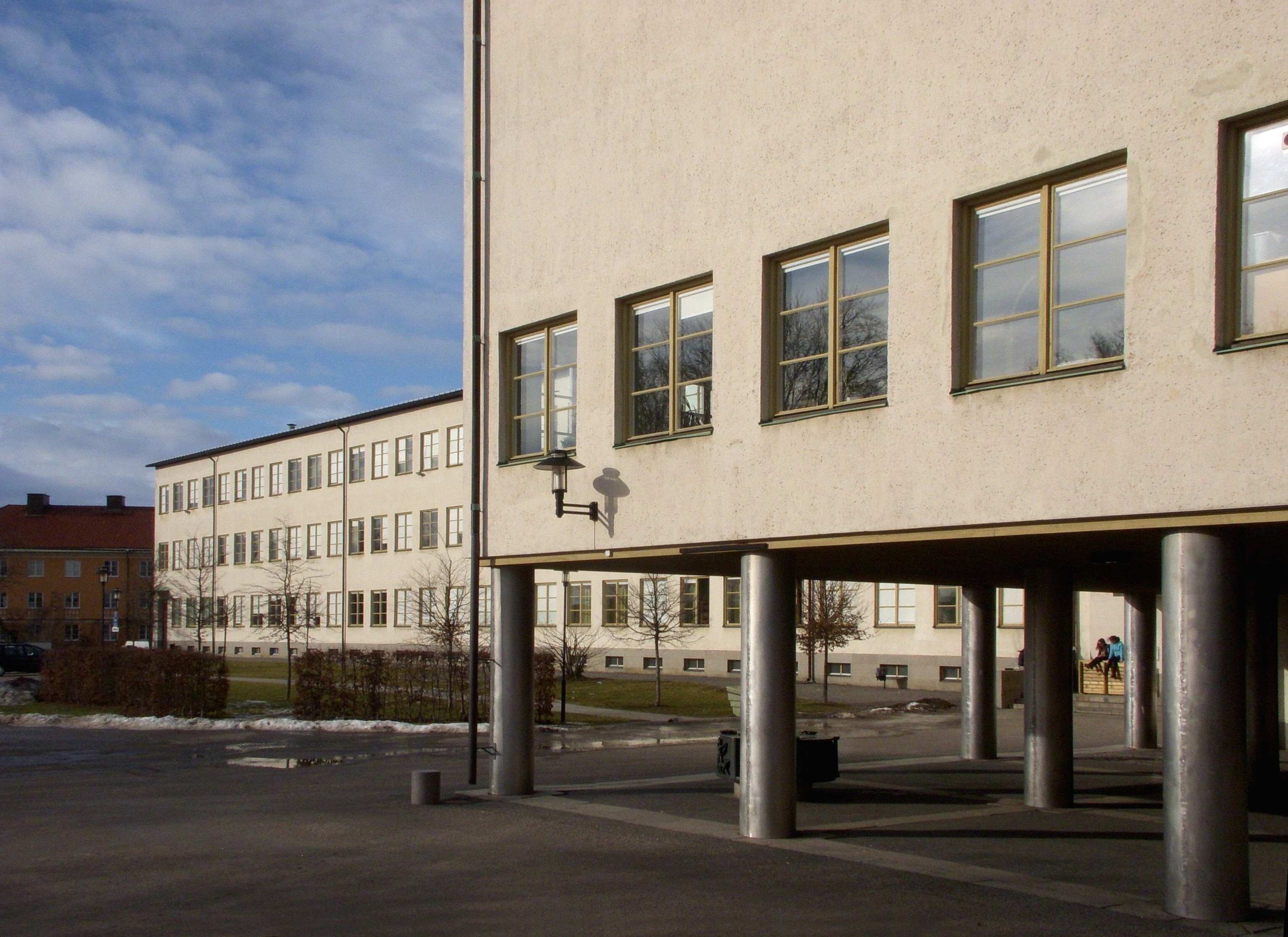
Skolbyggnaden i februari 2012.

Katarina realskola var en realskola verksam mellan 1905 och 1964 samt namnet för dess skolbyggnad i kvarteret Van der Huff vid Allhelgonagatan 2−4 i Helgalunden på Södermalm, Stockholm. Byggnaden uppfördes 1930-1931 efter ritningar av arkitekterna Paul Hedqvist och David Dahl och är ett av deras tidiga funktionalistiska verk. Skolan invigdes den 10 mars 1932. Sedan 2009 finns “Internationella Engelska Gymnasiet Södermalm’’ i byggnaden.

## Skolan
Skolans föregångare var Katarina lägre allmänna läroverk som 1905 ombildades till Katarina realskola som fanns till 1964. Lokalerna övertogs av Eriksdalsskolans högstadium till 1976 då Statens scenskola i Stockholm flyttade in, från 1977 benämnd Teaterhögskolan i Stockholm. Från och med höstterminen 2008 övertog Internationella Engelska Gymnasiet Södermalm lokalerna. Realexamen gavs från 1907 till 1964.

## Tävling och uppdrag
En arkitekttävling om skolans utformning utlystes 1927 och vid tävlingstidens utgång hade det inkommit 62 förslag. Det vinnande förslagets skapare, arkitekterna David Dahl och Paul Hedqvist erhöll 6 000 kronor i prispengar. På valborgsmässoafton 1928 beslöt prisnämnden att ge arkitektuppdraget till Dahl och Hedqvist. Fastighetsnämnden tillstyrkte förslaget på hösten samma år efter att förslaget genomgått ett antal justeringar. Stockholms stadsfullmäktige beslutade i juni 1929 om bygget och anvisade nödvändiga medel. Kostnaderna för uppförande av den nya skolan beräknades 1 725 000 kronor.

## Byggnadsbeskrivning

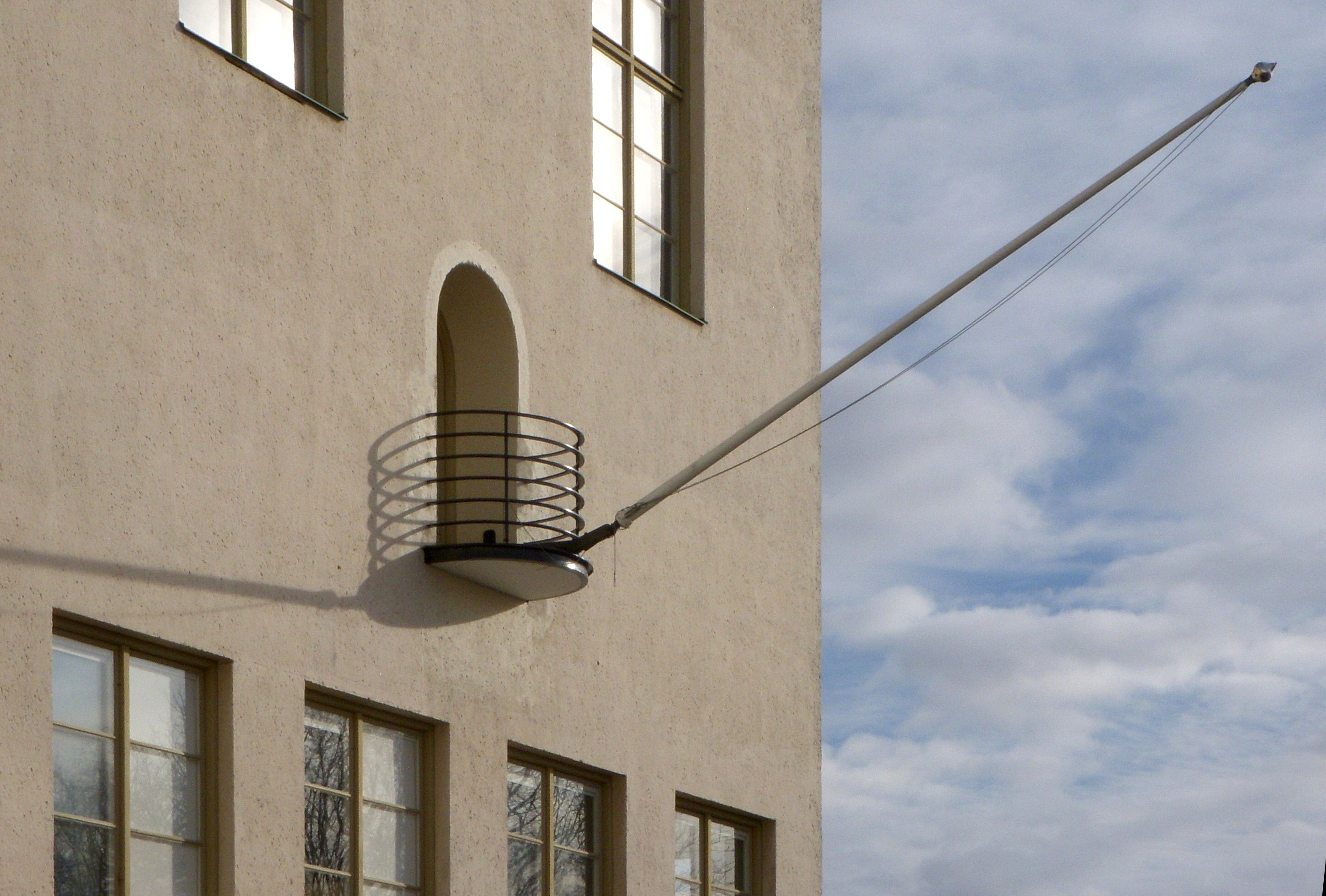
Balkong och flaggstång.

Den vitmålade skolbyggnaden i tre våningar vänder sin huvudentré mot söder. Byggnaden är gestaltad i en stram funktionalism och är ett av Hedqvists tidiga verk i denna stilriktning. Husets klassrumslänga omsluter med den vinkelrätt ställda aulaflygeln och det fristående gymnastikhuset skolgården på två sidor. Aulan är på modernistiskt manér upplyft på pelare och i pelargången under aulan står en dricksfontän i brons gestaltad av Eric Grate. Ytterligare en skulptur i brons finns på gymnastikhusets fasadhörn mot gården; Ung gosse, av Stig Blomberg.
Fönsterraderna tecknar sig på enkelt, minimalistiskt sätt på fasaderna, bara en balkong med välvd dörr och fasadflaggstång bryter mönstret. Enligt arkitekturhistorikern Fredric Bedoire "...anas en svag efterklang av 20-talets abstrakta klassicism trots det nästan totala frånvaron av dekoration."
Åren 1939-41 var skolans lokaler delvis rekvirerade för militärt ändamål och 1944 togs gymnastikhuset i anspråk som flyktingförläggning. Skolhusen är blåklassade av Stockholms stadsmuseum vilket innebär att husets kulturhistoriska värde motsvarar fordringarna för byggnadsminnen i kulturminneslagen.

## Bilder

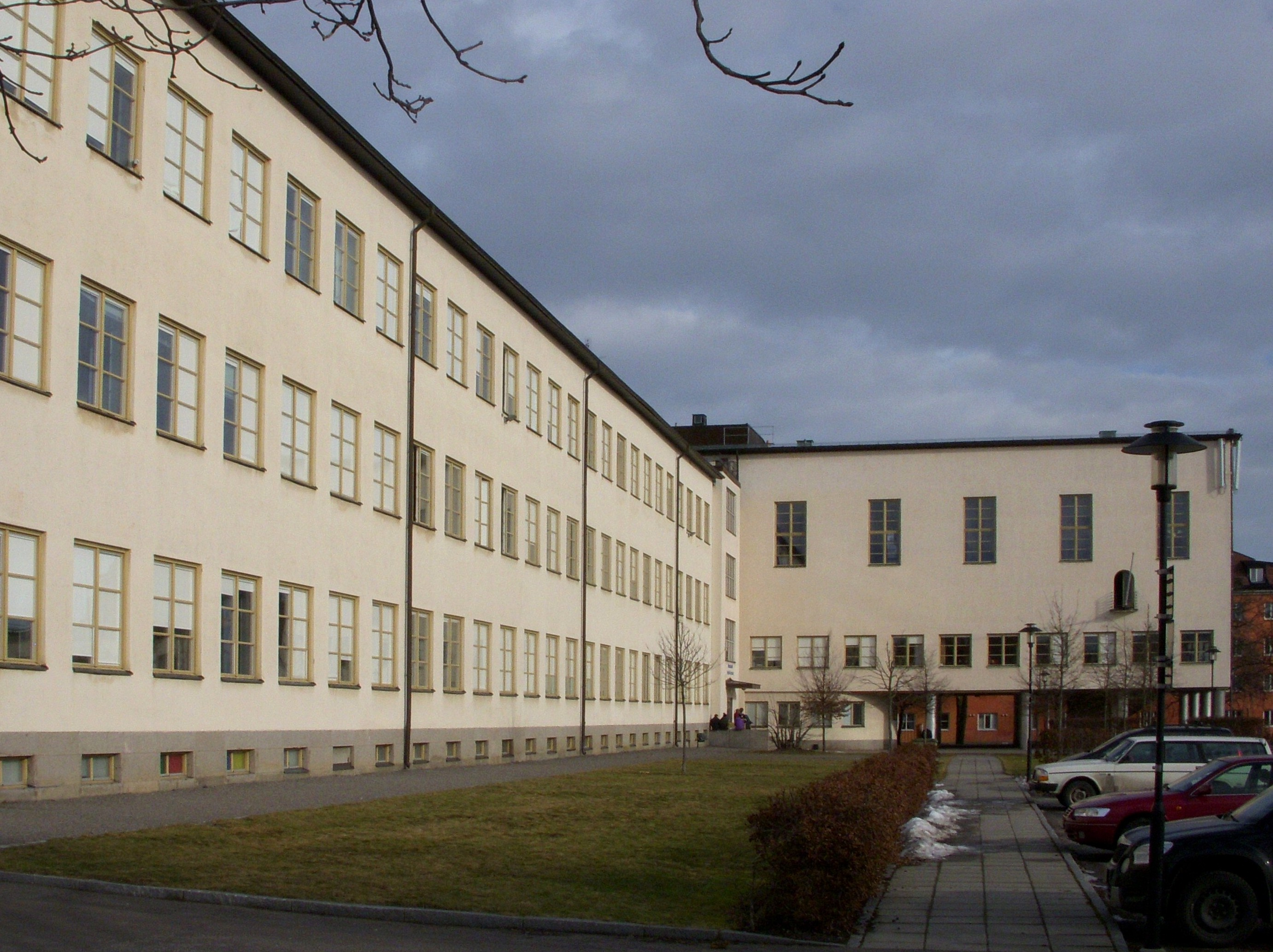
Fasaderna mot skolgården.
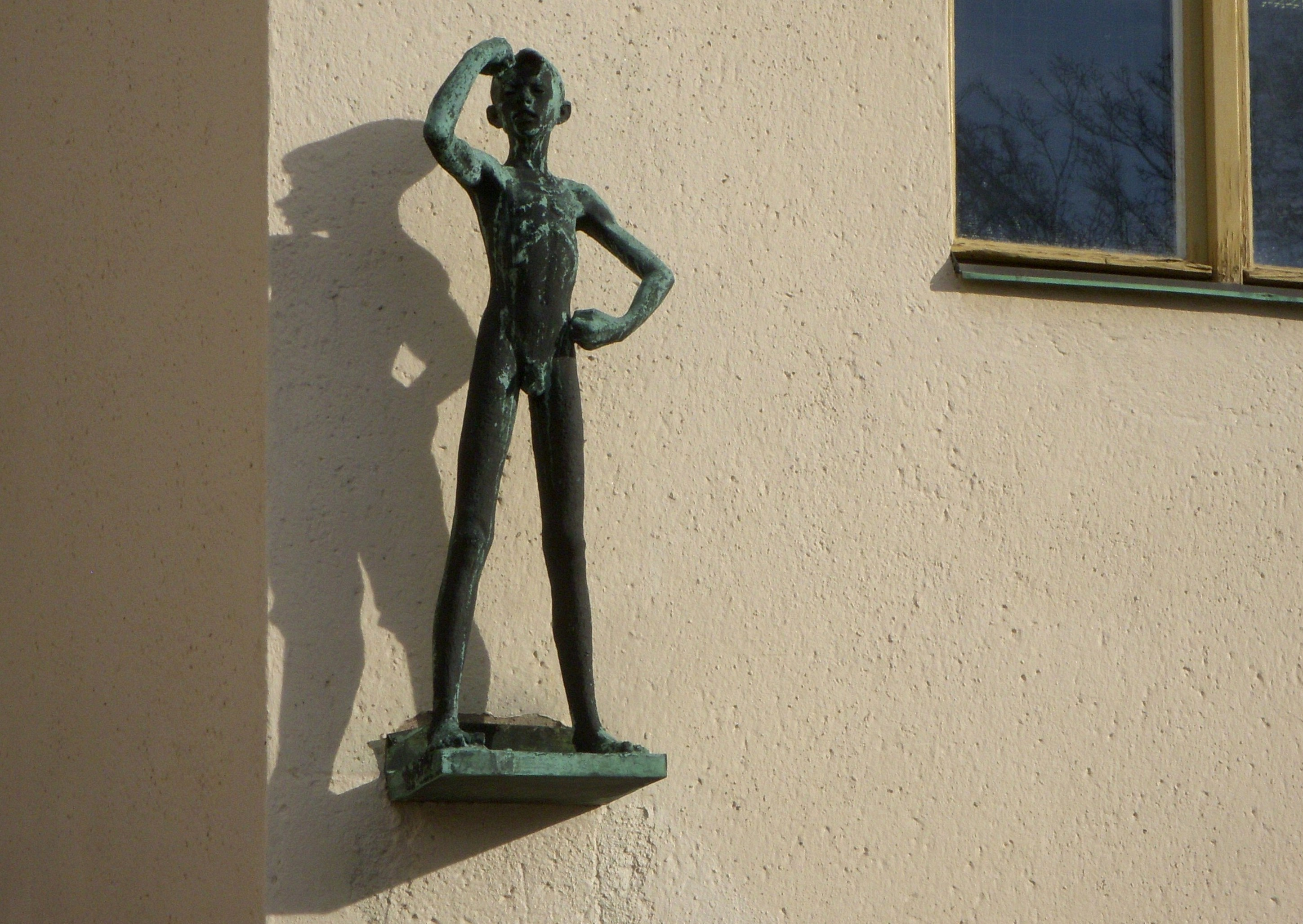
"Ung gosse", av Stig Blomberg.
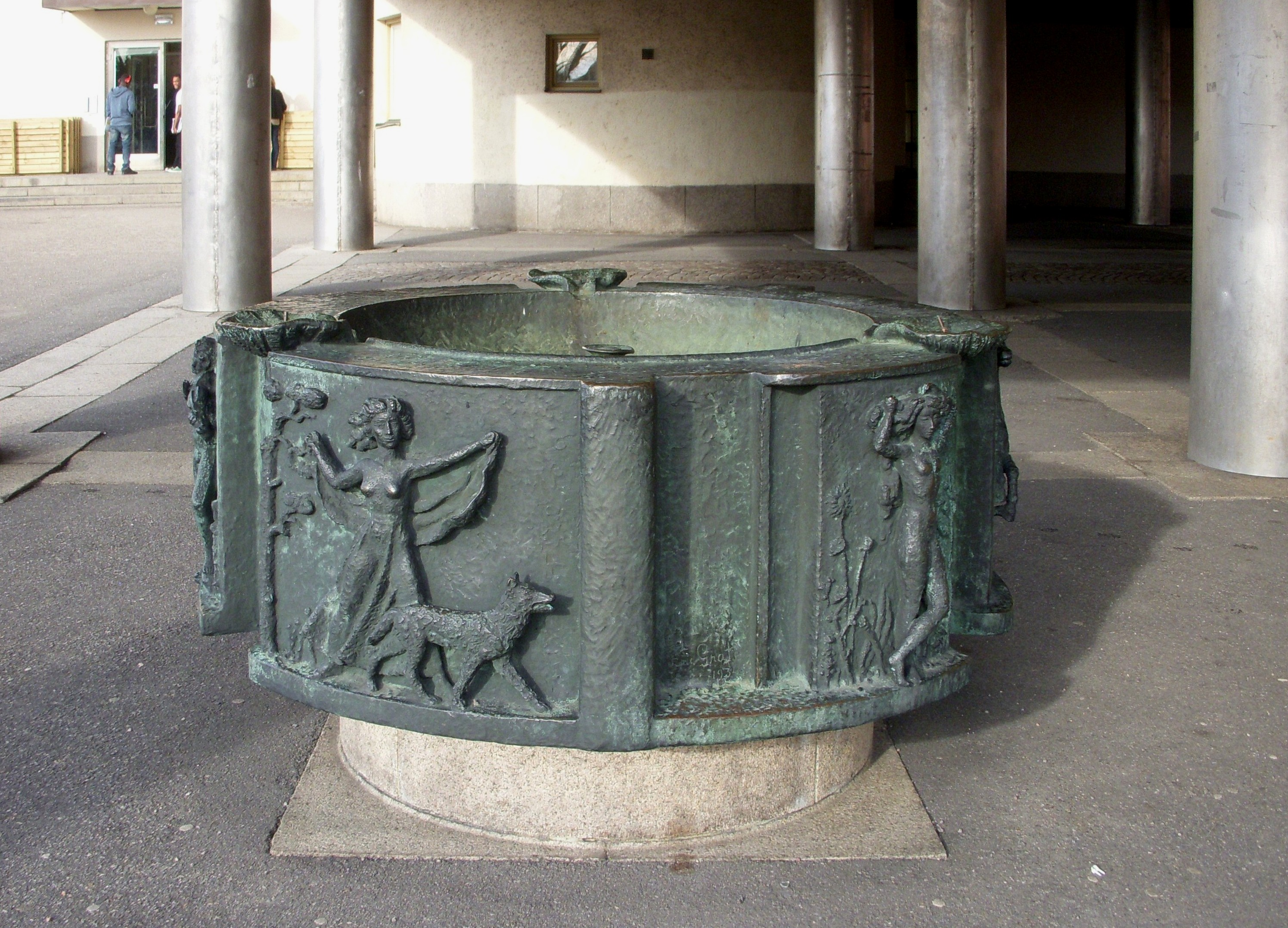
Dricksfontän av Eric Grate.
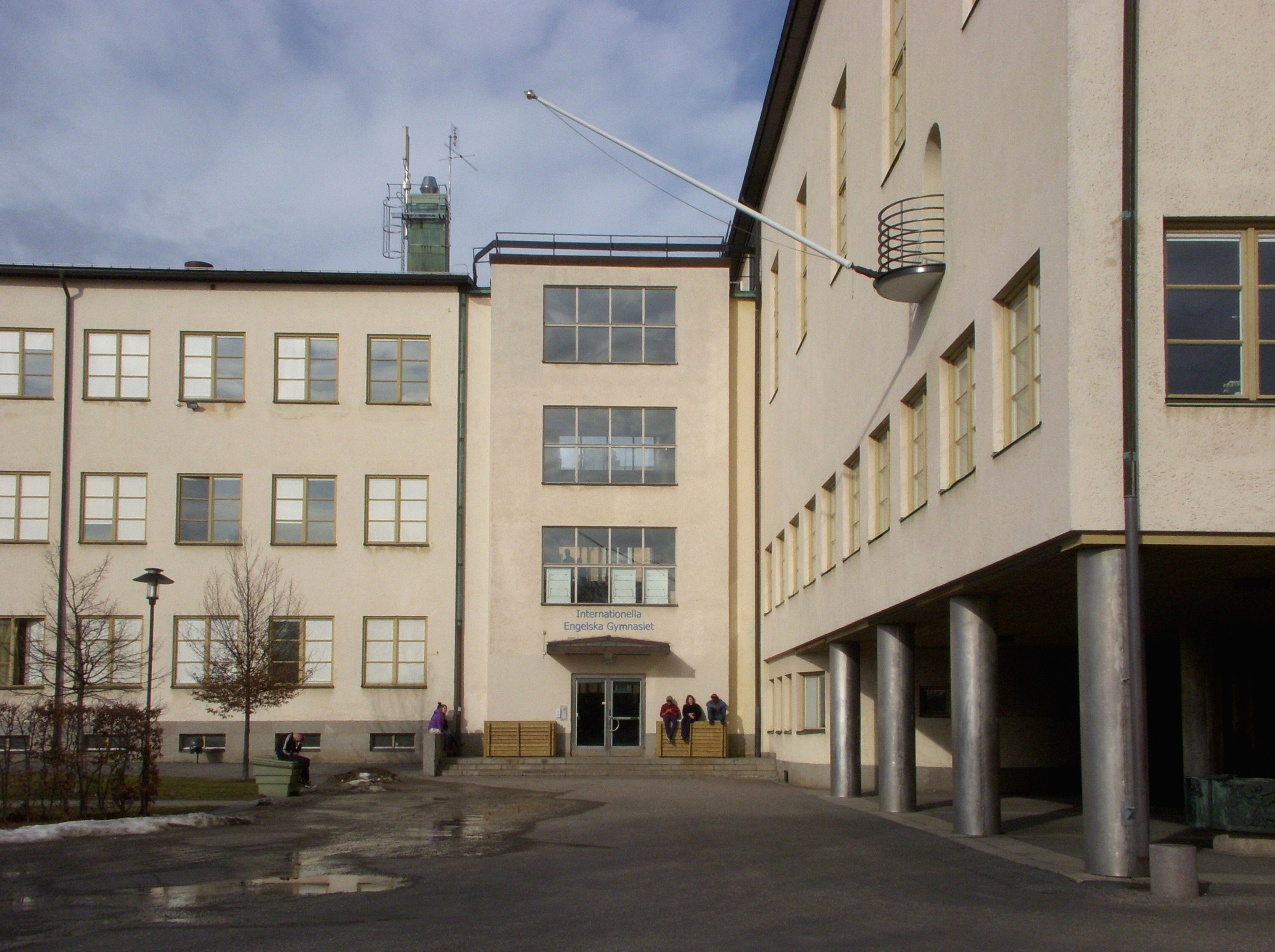
Huvudentrén.
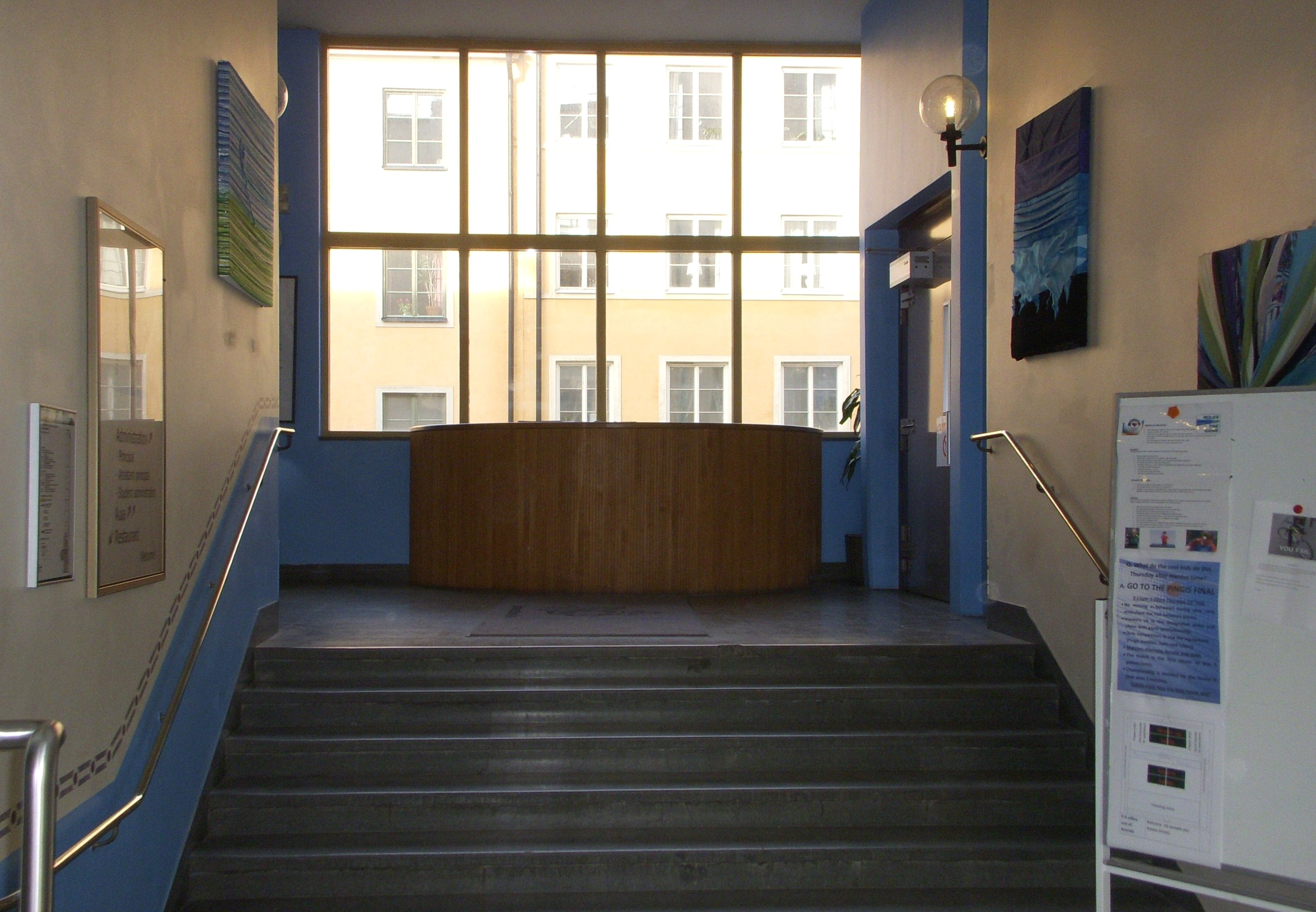
Trapphuset.